# 피터 휴턴
피터 휴턴(영어: Peter Barrington Hutton, 1944년 8월 24일 ~ 2016년 6월 25일)은 미국의 영화 감독, 촬영 감독이다.

## 생애
1944년 디트로이트에서 출생했다. 샌프란시스코 예술 학교에서 회화, 조각, 영화를 공부했다. 필립 하트먼 감독의 1987년작 《No Picnic》에서 촬영감독을 임(任)해 당해 선댄스 영화제에서 촬영상을 수상하였다. 그의 영화는 샌프란시스코의 캐니언 시네마사(社)·베를린의 독일 시네마테크에서 배급한다. 2008년 뉴욕 현대미술관에서 그의 전작 회고전이 열렸다. 2010년 영화 《Study of a River》가 미국 국립영화등기부에 등록되었다. 캘리포니아 인스티튜트 오브 디 아츠, 햄프셔 대학교, 하버드 대학교, 뉴욕 주립 대학교, 바드 대학교에서 영화를 가르쳤다.
2016년 6월 25일 암으로 사망했다.

## 작품
- In Marin County (1970)
- July '71 in San Francisco, Living at Beach Street, Working at Canyon Cinema, Swimming in the Valley of the Moon (1971)
- New York Near Sleep for Saskia (1972)
- Images of Asian Music (A Diary from Life 1973-1974) (1973-1974)
- Florence (1975)
- Boston Fire (1979)
- New York Portrait: Chapter One (1978-1979)
- New York Portrait: Chapter Two (1980-1981)
- Budapest Portrait (Memories of a City) (1984-1986)
- Landscape for Manon (1986)
- New York Portrait: Chapter Three (1990)
- In Titan's Goblet (1991)
- Lodz Symphony (1991-1993)
- Study of a River (1996-1997)
- Time and Tide (2000)
- Looking at the Sea (2001)
- Two Rivers (2001-2002)
- Skagafjordur (2002-2004)
- At Sea (2007)
- Three Landscapes (2013)

## 전시회
- 2010년: Les Rencontres d'Arles, 프랑스.